# Hartford (Kentucky)
Hartford és una població dels Estats Units a l'estat de Kentucky. Segons el cens del 2000 tenia 2.571 habitants.

## Demografia
Segons el cens del 2000, Hartford tenia 2.571 habitants, 1.079 habitatges, i 684 famílies. La densitat de població era de 381,8 habitants/km².
Dels 1.079 habitatges en un 28,9% hi vivien nens de menys de 18 anys, en un 47,8% hi vivien parelles casades, en un 11,9% dones solteres, i en un 36,6% no eren unitats familiars. En el 33,8% dels habitatges hi vivien persones soles el 16,6% de les quals corresponia a persones de 65 anys o més que vivien soles. El nombre mitjà de persones vivint en cada habitatge era de 2,24 i el nombre mitjà de persones que vivien en cada família era de 2,86.
Per edats la població es repartia de la següent manera: un 22,1% tenia menys de 18 anys, un 10% entre 18 i 24, un 24,7% entre 25 i 44, un 22,4% de 45 a 60 i un 20,8% 65 anys o més.
L'edat mediana era de 40 anys. Per cada 100 dones de 18 o més anys hi havia 79,1 homes.
La renda mediana per habitatge era de 24.958$ i la renda mediana per família de 32.083$. Els homes tenien una renda mediana de 31.020$ mentre que les dones 18.750$. La renda per capita de la població era de 16.542$. Entorn de l'11,8% de les famílies i el 15,7% de la població estaven per davall del llindar de pobresa.

## Poblacions més properes
El següent diagrama mostra les poblacions més properes.